# Triangle de Béclard
Le triangle de Béclard est une zone du trigone submandibulaire latéral limité par le bord postérieur du muscle hyo-glosse, le ventre postérieur du muscle digastrique et la grande corne de l'os hyoïde.
Il contient le nerf hypoglosse et l'artère linguale.
Son nom fait référence à Pierre-Augustin Béclard, anatomiste et chirurgien français, membre de l'Académie de médecine (1785-1825).